# NN-320
La carretera NN‑320 es una vía departamental secundaria localizada en el municipio de Chinandega, en el occidente del país. Con una longitud de 5.49 km, esta carretera fue inaugurada en 2024 y sirve como conexión entre la comunidad de Ranchería y la comunidad de Pancasán, mejorando el acceso a servicios básicos y al comercio local.

## Trazado y cruces
La siguiente tabla muestra su recorrido, localidades y principales conexiones:
| km   | Localidad             | Departamento | Conexión / Ruta |
| ---- | --------------------- | ------------ | --------------- |
| 0.0  | Ranchería             | Chinandega   |                 |
| 5.49 | Comunidad de Pancasán | Chinandega   |                 |

## Coordenadas
Un punto de referencia en Ranchería puede estar cerca de: 12°37′14″N 87°08′22″O / 12.6205, -87.1395